# Archidiocèse de Luxembourg
L’archidiocèse de Luxembourg (en luxembourgeois : Äerzbistum Lëtzebuerg ; en allemand : Erzbistum Luxemburg) est une circonscription ecclésiastique de l’Église catholique au Grand-Duché de Luxembourg. Créé comme vicariat apostolique de Luxembourg par Grégoire XVI en 1840, il devient diocèse en 1870 et archidiocèse en 1988. L’archidiocèse couvre l’entièreté du territoire du Grand-Duché.
L’archidiocèse est représenté, le Luxembourg faisant partie de l’Union européenne, à la Commission des épiscopats de l’Union européenne (COMECE). Il participe également au Conseil des conférences épiscopales d’Europe (CCEE), avec une petite quarantaine d’autres membres.

## Histoire
Malgré l’importance historique et territoriale du duché de Luxembourg il ne s’y trouvait pas de siège épiscopal. Les paroisses dépendaient du très ancien archidiocèse de Trèves, et de cinq autres prélatures. La restructuration ecclésiastique des Pays-Bas (en 1559)  attribue les paroisses de l’ancien duché (qui fait partie des Dix-Sept Provinces) aux diocèses de Namur et de Liège.
Lorsque la Belgique devient indépendante en 1830, la moitié est du Luxembourg reste avec les Pays-Bas. Ecclésiastiquement la situation est intenable et le pape Grégoire XVI crée le vicariat apostolique de Luxembourg (2 juin 1840) qui reprend un grand nombre de paroisses des diocèses de Namur et de Liège.
La crise politico-religieuse causée en 1841 par la nomination au vicariat de Johannes Theodor Laurent, évêque notoirement ultramontain, retarde l’érection du diocèse.
Par le bref In hac Beati Petri du 27 septembre 1870, le pape Pie IX élève le vicariat apostolique au rang de diocèse.
Par la bulle Sicut homines du 23 avril 1988, le pape Jean-Paul II élève le diocèse de Luxembourg au rang d'archidiocèse.
Son territoire a les exactes dimensions du Grand-Duché de Luxembourg, mais il n’est pas métropolitain (sans suffragants).

## Édifices remarquables

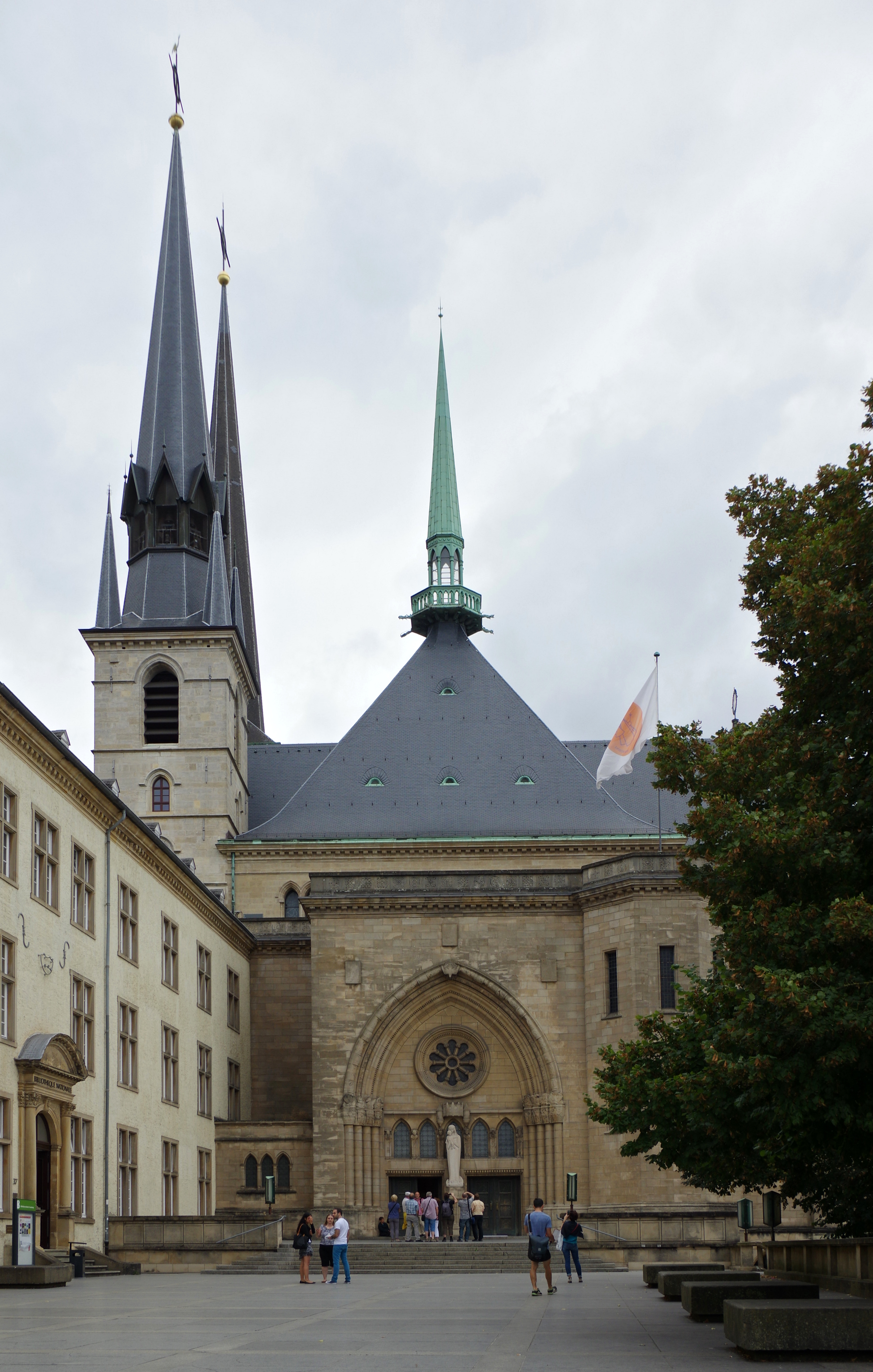
Cathédrale Notre-Dame de Luxembourg, entrée ouest.

La cathédrale Notre-Dame de Luxembourg, église de l'ancien collège jésuite de la ville, est l'église cathédrale de l'archidiocèse. La basilique Saint-Willibrord d'Echternach, ancienne église abbatiale, est une basilique mineure de l'archidiocèse.
Le grand séminaire de l'archidiocèse (séminaire Jean-XXIII) se trouve à Luxembourg.

## Vicaires apostoliques, évêques et archevêques

### Vicaires apostoliques de Luxembourg
- 1833-1841 : Johann Theodoor van der Noot, démissionnaire
- 1841-1848 : Johannes Theodor Laurent, démissionnaire
- 1848-1870 : Nikolaus Adames

### Évêques de Luxembourg
- 1870-1883 : Nikolaus Adames, démissionnaire
- 1883-1918 : Johannes Koppes
- 1920-1935 : Petrus Nommesch
- 1935-1956 : Joseph Laurent Philippe, prêtre du Sacré-Cœur (SCI)
- 1956-1971 : Léon Lommel (de)
- 1971-1988 : Jean Hengen

### Archevêques de Luxembourg
- 1988-1990 : Jean Hengen, démissionnaire
- 1990-2011 : Fernand Franck, démissionnaire
- Depuis 2011 : Jean-Claude Hollerich, jésuite
  - Depuis 2019 : Léo Wagener, évêque auxiliaire. Il secondera l'archevêque.